# Jiří Ondřej
Jiří Ondřej (* 1959, Čeladná) je valašský řemeslník a výrobce březových metlí oceněný titulem Nositel tradice lidových řemesel.

## Život
Narodil se  do rodiny metlářů ze Zubří. Tomuto řemeslu se věnoval i jeho otec Josef, kterému mladý Jiří pomáhal při výrobě, kdy zpočátku třídil proutí a kroutil lýko, než se naučil zvládat celý výrobní proces. Jak sám uvádí, je už čtvrtou generací metlářů a řemeslu se věnuje i jeho syn. Už od sedmdesátých a osmdesátých let 20. století produkoval, spolu se svým otcem a bratrem, metly pro celou řadu jednotných zemědělských družstev na Valašsku, Slovácku a Hané.  V roce 2025 patřil mezi posledních několik výrobců metel u nás a nejčastěji se s ním můžete setkat při různých akcích a jarmarcích ve Valašském muzeu v přírodě.

## Výroba březových metel
Na výrobu tradičních metel se nejčastěji používá březové proutí, které je bohaté, ohebné, po uschnutí ztvrdne a je proto vhodné k zametání. Potřebný materiál si Jiří Ondřej zajišťuje v době, kdy bříza nemá listí, tedy od podzimu do jara. Odřezává vhodné větve, které pak následně doma třídí podle délky. Z kratších se tvoří tzv. duše, kolem které se následně přidávají delší větve tvořící hlavu metly. Mezi dvě hlavy se vsune kolík zvaný hikel, kterým se zpevní rukojeť metly. Během celého procesu skládání se metla stahuje provazem. Metly na Valašsku se tradičně svazovaly lipovým lýkem, které ale bylo postupně nahrazeno drátem či provázkem.

## Ocenění
Za svou řemeslnou práci získal Jiří Ondřej v roce 2005 titul Nositel tradice lidových řemesel a v roce 2020 ocenění Mistr tradiční rukodělné výroby Zlínského kraje.